# إيتامباراكا
إيتامباراكا بلدية في ولاية بارانا في المنطقة الجنوبية من البرازيل.